# Dominik Ibáñez de Erquicia i towarzysze
Dominik Ibáñez de Erquicia i towarzysze, również Wawrzyniec Ruiz i towarzysze lub Wawrzyniec Ruiz z Manili i 15 towarzyszy – grupa męczenników, ofiar prześladowań  antykatolickich w Japonii, zamordowanych z nienawiści do wiary (łac. in odium fidei) w latach 1633–1637, święci Kościoła katolickiego.

## Geneza męczeństwa
W okresie Edo Japonią rządził ród Tokugawa. Siogun Ieyasu doprowadził do eskalacji przemocy wobec chrześcijan, co pociągnęło za sobą kilkadziesiąt tysięcy ofiar. Spośród męczenników, którzy zginęli w latach 1603-1868 beatyfikowano w 1867 r. grupę 205, a kolejną stanowi 16 tu opisywanych, z których dziewięciu to Japończycy, czterech to Hiszpanie, jeden Włoch, jeden Francuz i jeden Filipińczyk.
Wszyscy męczennicy zamordowani zostali po uprzednim zadaniu tortur. Ginęli ukrzyżowani i zakopywani żywcem w ziemi, topieni czy poddawani ana-tsurushi, a ich ciała były kremowane i wyrzucane do morza. Większość z nich poniosła śmierć na wzgórzu Nishizaka w Nagasace, które już w 1597 roku było miejscem kaźni 26 kanonizowanych męczenników, a w latach 1617–1632 wymienionej grupy 205 męczenników.
Dominik Ibáñez de Erquicia OP wymieniany w tej grupie zazwyczaj w pierwszej kolejności urodził się w 1589 roku w Regil baskijskiej w prowincji Guipuzcoa. Był kapłanem i wykładowcą teologii.
Prowadził działalność misyjną na Filipinach, a następnie przez dziesięć lat pełnił obowiązki przełożonego misji dominikańskich w Japonii. Zamordowany został 14 marca 1633 roku.

## Lista towarzyszy Dominika Ibáñeza de Erquicia
1. Dominik Ibáñez de Erquicia (zm. 14 sierpnia 1633) – kapłan Zakonu Kaznodziejskiego
2. Franciszek Shōemon (zm. 14 sierpnia 1633) – nowicjusz Zakonu Kaznodziejskiego, katechista
3. Jakub Kyusei Gorōbyōe Tomonaga (zm. 17 sierpnia 1633) – kapłan Zakonu Kaznodziejskiego
4. Michał Kurōbyōe (zm. 17 sierpnia 1633) – katechista
5. Łukasz Alonso Gorda (zm. 19 października 1633) – kapłan Zakonu Kaznodziejskiego
6. Mateusz od Różańca Kohyōe (zm. 19 października 1633) – nowicjusz Zakonu Kaznodziejskiego
7. Magdalena z Nagasaki (zm. 16 października 1634) – tercjarka dominikańska
8. Maryna z Ōmura (zm. 11 listopada 1634) – tercjarka dominikańska
9. Tomasz od św. Jacka Hioji Rokusayemon Nishi (zm. 17 listopada 1634) – kapłan Zakonu Kaznodziejskiego
10. Jordan od św. Szczepana (Hiacynt Ansalone) (zm. 17 listopada 1634) – kapłan Zakonu Kaznodziejskiego
11. Antoni Gonzalez (zm. 24 września 1637)[2] – kapłan Zakonu Kaznodziejskiego
12. Wilhelm Courtet (zm. 29 września 1637) – kapłan Zakonu Kaznodziejskiego
13. Michał de Aozaraza (zm. 29 września 1637) – kapłan Zakonu Kaznodziejskiego
14. Łazarz z Kioto (zm. 29 września 1637) – japoński tłumacz na służbie u dominikanów
15. Wawrzyniec Ruiz (zm. 29 września 1637) – pochodzący z Manili wierny świecki[1], pierwszy filipiński święty[2][3]
16. Wincenty od Krzyża Shiwozuka (zm. 29 września 1637) – japoński kapłan Zakonu Kaznodziejskiego, który początkowo zaparł się wiary pod wpływem tortur, ale wyrzeczenie odwołał i oddał za wiarę życie[6]

## Beatyfikacja i kanonizacja
Beatyfikacji męczenników, która była pierwszą w historii dokonaną poza Rzymem, dokonał papież Jan Paweł II w dniu 18 lutego 1981 roku w czasie swej IX podróży apostolskiej w Manilii.
Męczennicy kanonizowani zostali w sześć lat później 18 października na Placu św. Piotra, również przez Jana Pawła II.
Dniem wspomnienia liturgicznego dla tej grupy męczenników jest 28 września, a dominikanie i Kościół katolicki w Polsce (wspomnienie dowolne) wspominają ich 26 września.